# Horváth Mihály (református lelkész)
Horváth Mihály (Nagypirit (Veszprém megye), 1808. október 27. – Lepsény, 1892. január 15.) református lelkész.

## Élete
Horváth Mihály és Burján Erzsébet fia. Tanulmányait 1821-ben Pápán kezdte és ugyanott 1833-ban be is végezte; ekkor Csajágra ment akadémiai rektornak. 1836. május 17-én letette a lelkészi vizsgát a mezőföldi egyházmegyében; itt Szikszay János esperes vette magához segédlelkésznek. 1837-ben Székesfehérvárra neveztetett ki adminisztrátornak; 1838-ban a kiskeszi egyház választotta meg rendes lelkészének. 1852. március 9-én a lepsényi egyház hívta meg papjának. Az egyházmegyének 1846-től 1859-ig cenzora, 1859-től 1861-ig pénztárnoka volt és 1861-től mint esperes működött. Emellett az egyházkerület majd minden fontosabb ügyben őt bízta meg küldöttségben, vagy mint előadót, jelentéstétellel. A Debrecenben 1881. október 31-től november 24-ig tartott zsinatra a dunántúli kerület képviselőül választotta.

## Munkái
- Halotti tanítás, melyet néhai tiszt. Kálmán Ádám szilas-balhási volt ref. lelkész végtisztességtétele alkalmával 1856. decz. 22. elmondott. Pápa, 1857. (Gyászhangok cz. füzetben.)
- Egyházi törvénykönyv, mely a Komjáthiban készült öt osztályú kánonokat és a dunántúli helv. hitv. ev. egyházkerület szabályrendeleteit foglalja magában. Pápa, 1867.
- Imák, fohászok és függelék az ev. ref. népiskolák használatára. Kiadta a mezőföldi egyházmegye.. (Több kiadás, a 2. Székesfejérvár, év n. Függelékül: Illemszabályok és Életiskola.)